# Zona ospedaliera di Napoli

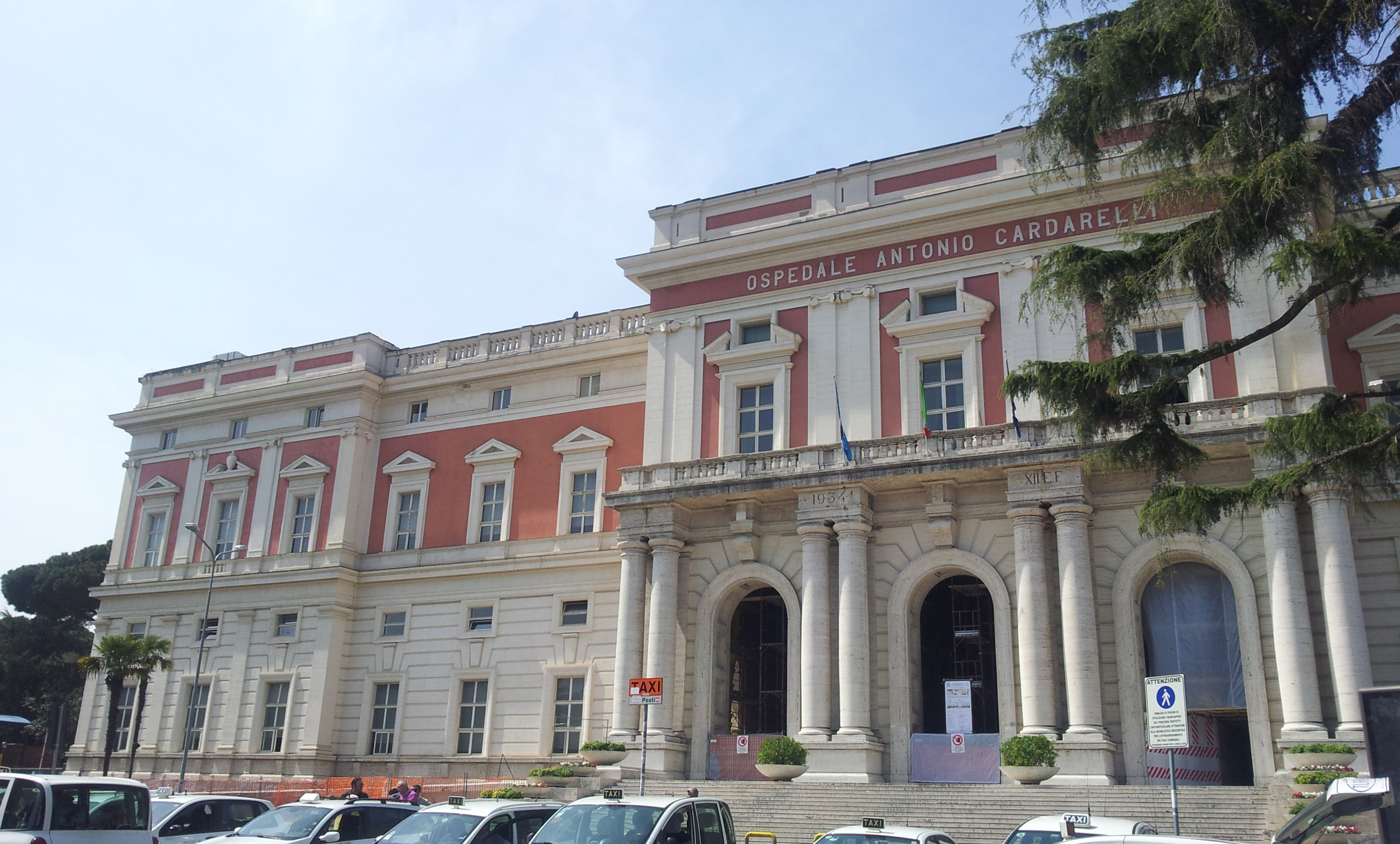
L'ospedale Antonio Cardarelli, maggior nosocomio del meridione

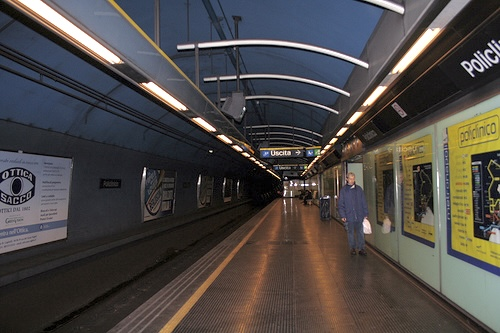
La stazione Policlinico della metropolitana di Napoli, ubicata in prossimità del
Policlinico ed alle spalle dell'ospedale Cardarelli

La zona ospedaliera è un'area del comune di Napoli che ricade nei quartieri Stella (Colli Aminei), Arenella (cosiddetto Rione Alto) e Chiaiano, facenti parte rispettivamente della terza, quinta ed ottava Municipalità di Napoli.

## Gli ospedali
Nella zona ospedaliera sono ubicati i maggiori nosocomi della città:
- ospedale Antonio Cardarelli[1]: è il più grande ospedale del Mezzogiorno d'Italia, riferimento nazionale per la cura dei grandi ustionati, accoglie la sala operativa del servizio di soccorso medico di emergenza 118 della città metropolitana di Napoli;
- secondo policlinico universitario[1];
- facoltà di Medicina, Biotecnologie e Farmacia dell'università "Federico II";
- ospedale Pascale, centro di eccellenza per l'oncologia;
- ospedale Cotugno[1], specializzato nella cura delle malattie infettive;
- ospedale Monaldi[1], riferimento campano in cardiologia e malattie dell'apparato respiratorio;
- ospedale CTO di Napoli, riferimento campano in Ortopedia;
- ospedale Santobono Pausilipon, di rilievo nazionale specializzato in pediatria.

## Trasporti e viabilità
La zona ospedaliera è servita dall'omonimo svincolo, solo in uscita, della tangenziale, che si dirama con tre rampe di uscita: una su via Cardarelli che serve l'omonimo ospedale, un'uscita denominata "Ospedali", che porta agli ospedali Monaldi e Cotugno, e una terza uscita sul Viale Colli Aminei, che serve l'ospedale CTO. 
La zona è inoltre servita dalla linea 1 della metropolitana, con le stazioni Colli Aminei (accessibile tramite un parcheggio direttamente dalla Tangenziale), Policlinico e Rione Alto.